# 本日ハ晴天ナリ (Do As Infinityの曲)
『本日ハ晴天ナリ』（ほんじつハせいてんナリ）は、日本のロックバンド・Do As Infinityの16作目のシングル。

## 概要
- 前作『魔法の言葉〜Would you marry me?〜』から約3ヶ月ぶりのシングル。
- 表題曲はPlayStation 2専用ゲームソフト『Jリーグ ウイニングイレブン タクティクス』のテーマソングに使用された[1]。ゲームソフトのタイアップは『under the sun』以来3作ぶりとなった。
- ジャケットは「a-nation'2003」のリハーサルで撮影された[注 1]。
- ジャケットが異なるCD+DVD盤とCD盤の2形態で発売され、CD+DVD盤には特典として表題曲のミュージック・ビデオとメイキング映像を収録したDVDが同梱された[注 2]。
- オリコンチャート初登場4位を獲得。8作連続でトップ10入りを果たし、3作連続で日本レコード協会からゴールドディスク認定を受けている。

## 収録曲
1. 本日ハ晴天ナリ [3:14]
作詞・作曲：D・A・I
編曲：D・A・I、Seiji Kameda
作詞は大渡亮、作曲は長尾大。「a-nation'2003」への出演が決まっているなかで、「SUMMER DAYS」に匹敵する夏の楽曲を意識して制作された。大渡は本番直前までタイトルを「本日ハ晴天ナリ」にするか、「本日モ晴天ナリ」にするか悩んでいたという。サウンド面では打ち込みを使用しない生のバンドサウンドで構成されている[注 3]。
ミュージック・ビデオは前述の『a-nation'2003』での模様が収録された[注 4][1]。
2. 10W40 [3:50]
作詞・作曲：D・A・I
編曲：D・A・I、Seiji Kameda
タイトルは自動車に使用されるエンジンオイルの粘度指数を意味している。
3. 本日ハ晴天ナリ (Instrumental) [3:14]
作曲：D・A・I
編曲：D・A・I、Seiji Kameda
表題曲のインストゥルメンタルバージョン。
4. 10W40 (Instrumental) [3:50]
作曲：D・A・I
編曲：D・A・I、Seiji Kameda
カップリング曲のインストゥルメンタルバージョン。

## 参加ミュージシャン
Do As Infinity
- 伴都美子：Vox & Chorus (#1)
- 大渡亮：Guitar (#1,3)、Chorus (#1)
- 長尾大

Support Musician
- 亀田誠治：Bass (#1,3)
- 松本淳：Drums (#1,3)

## タイアップ
- コナミデジタルエンタテインメント製PlayStation 2専用ゲームソフト『ウイニングイレブンタクティクス』テーマソング (#1)

## 収録アルバム
- GATES OF HEAVEN (#1)
- Do The B-side (#2)
- Do The A-side (#1)
- Do The Best "Great Supporters Selection" (#1)
- The Best of Do As Infinity (#1)
- Anime and Game COLLECTION (#1)
- Do The Complete (#1)

## 2 of Us
『本日ハ晴天ナリ [2 of Us]』（ほんじつハせいてんナリ・トゥー・オブ・アス）は、日本のロックバンド・Do As Infinityの2作目の配信限定シングル。

### 概要
- 前作『遠くまで [2 of Us]』から続く16週連続配信企画「2 of Us」の第3弾シングル。

### 収録曲
1. 本日ハ晴天ナリ [2 of Us] [4:07]
作詞・作曲：D・A・I
編曲：Ryo Owatari
元々イベントなどでアコースティックバージョンで披露していたことから、それをベースに制作された[1]。

### 収録アルバム
- 2 of Us [RED] -14 Re:SINGLES-

## カバー
「本日ハ晴天ナリ」
- ONE LOVE ONE HEART - 編曲：Hi-yunk（BACK-ON）。2022年9月5日に配信限定シングル『本日ハ晴天ナリ』として配信開始された[2]。また、2023年1月25日発売のONE LOVE ONE HEARTの1stアルバム『LOVE1』にも収録されている[3]。